# Premio de Economía Rey de España
El Premio de Economía Rey de España (anteriormente Premio Rey Juan Carlos I de Economía) es un reconocimiento a la trayectoria científica de personalidades españolas o iberoamericanas (latinoamericanas) en el ámbito de la economía. Fue instituido en 1986 por la Fundación José Celma Prieto y se otorga de forma bienal. El presidente del jurado es el gobernador del Banco de España. A fecha de 2016, está dotado con un premio en metálico de 72 000 euros. El acto de entrega del premio tiene lugar en la sede del Banco de España en Madrid.

## Galardonados
La lista de economistas galardonados es la siguiente:
| Año  | Galardonado                        | País           | Alma mater                               |
| ---- | ---------------------------------- | -------------- | ---------------------------------------- |
| 1986 | Luis Ángel Rojo                    | España         | Universidad Complutense de Madrid        |
| 1988 | Andreu Mas Colell                  | España         | Universidad de Minnesota                 |
| 1990 | Julio Segura Sánchez               | España         | Universidad Complutense de Madrid        |
| 1992 | Miguel Mancera Aguayo              | México         | Instituto Tecnológico Autónomo de México |
| 1994 | Gabriel Tortella                   | España         | Universidad de Wisconsin                 |
| 1996 | Salvador Barberà                   | España         | Universidad Northwestern                 |
| 1998 | Enrique Fuentes Quintana           | España         | Universidad Complutense de Madrid        |
| 2000 | Guillermo Calvo                    | Argentina      | Universidad de Yale                      |
| 2002 | Juan Velarde Fuertes               | España         | Universidad Complutense de Madrid        |
| 2004 | Xavier Sala i Martín               | España         | Universidad de Harvard                   |
| 2006 | Gonzalo Anes Álvarez de Castrillón | España         | Universidad Complutense de Madrid        |
| 2008 | Joaquim Muns Albuixech             | España         | Universidad de Barcelona                 |
| 2010 | Pedro Schwartz Girón               | España         | London School of Economics               |
| 2012 | Jaime Terceiro Lomba               | España         | Universidad Autónoma de Madrid           |
| 2014 | Agustín Maravall Herrero           | España         | Universidad de Wisconsin                 |
| 2016 | José Luis García Delgado           | España         | Universidad Complutense de Madrid        |
| 2018 | Carmen Reinhart                    | Estados Unidos | Columbia University                      |
| 2020 | Manuel Arellano                    | España         | Universidad de Barcelona                 |
| 2022 | Agustín Carstens                   | México         | Instituto Tecnológico Autónomo de México |
| 2024 | Roberto Serrano                    | España         | Universidad Complutense de Madrid        |